# Ceroplesis hottentotta
Ceroplesis hottentotta är en skalbaggsart som först beskrevs av Fabricius 1775.  Ceroplesis hottentotta ingår i släktet Ceroplesis och familjen långhorningar. Inga underarter finns listade i Catalogue of Life.